# Mint julep

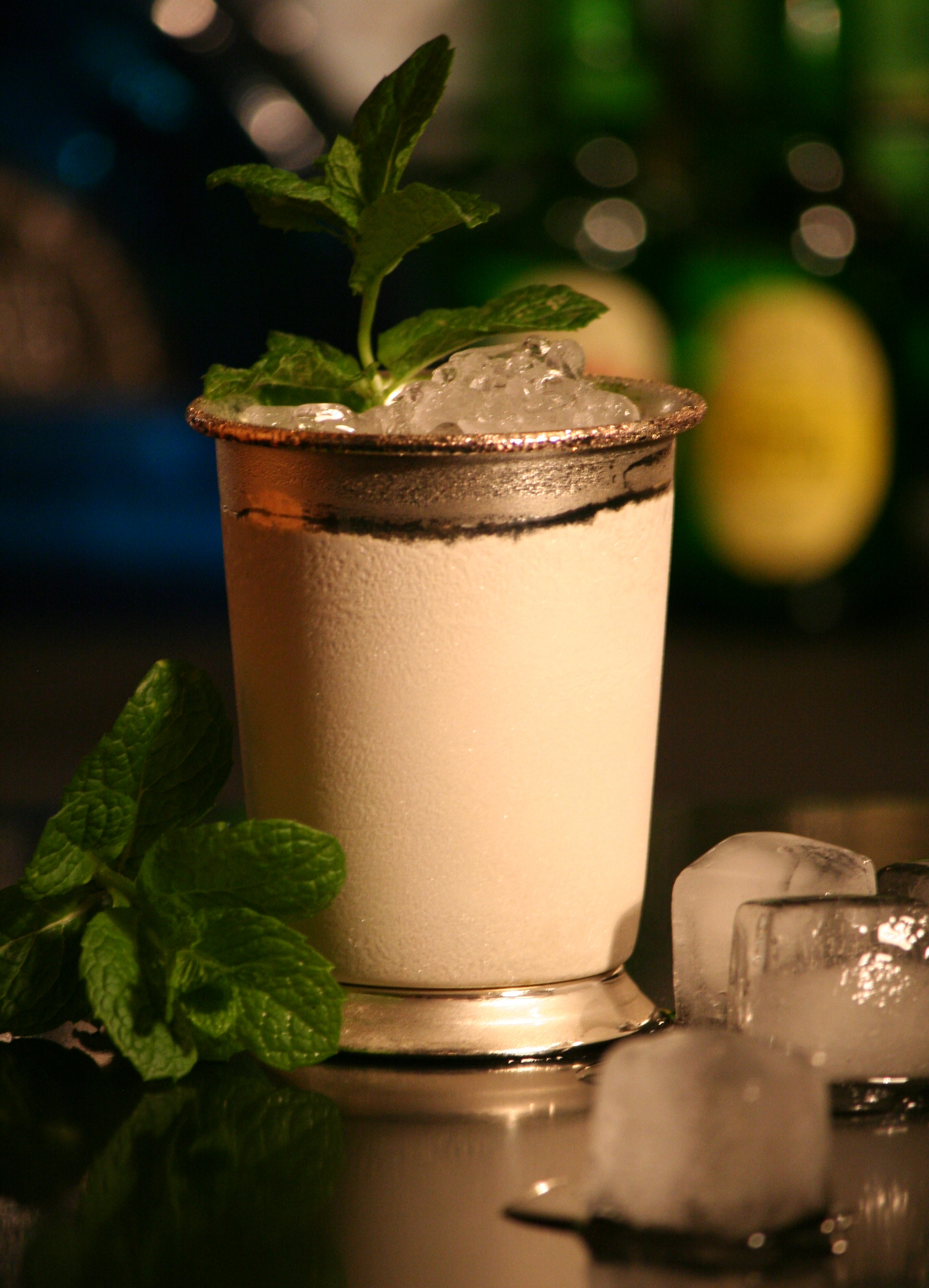
Mint julep in een ijskoude zilveren beker

De mint julep is een cocktail uit het Zuiden van de Verenigde Staten. Meestal wordt een mint julep gemaakt met bourbon, suiker(siroop), munt en crushed ice. In de 19e eeuw werd de drank ook bereid met jenever, gin, brandy of andere sterkedrank in de plaats van bourbon. Traditioneel wordt een mint julep in een zilveren beker geserveerd.